# Peperomia rotumaensis
Peperomia rotumaensis är en pepparväxtart som beskrevs av St. John. Peperomia rotumaensis ingår i släktet peperomior, och familjen pepparväxter. Inga underarter finns listade i Catalogue of Life.